# 記憶 (PAMELAHの曲)
「記憶」（きおく）は、PAMELAHの12枚目のシングル。

## 概要
唯一のノンタイアップ作。

## 収録曲
1. 記憶
  - 作詞：水原由貴　作曲・編曲：小澤正澄
2. 魅惑の扉
  - 作詞：水原由貴　作曲・編曲：小澤正澄
3. 記憶 (オリジナル･カラオケ)